# Droits LGBT en Suède
Les droits des personnes lesbiennes, gays, bisexuels et transgenres (LGBT) en Suède sont considérés comme parmi les plus progressistes d'Europe et du monde. Les relations sexuelles entre personnes du même sexe ont été légalisées en 1944 et l'âge du consentement est identique aux relations sexuelles hétérosexuelles depuis 1972. La Suède est également devenue le premier pays au monde en 1972 à permettre aux personnes transgenres de changer leur genre légal après chirurgie de réattribution sexuelle. La transidentité a été déclassifiée en tant que maladie mentale en 2017, et une législation autorisant les changements légaux de genre sans hormonothérapie substitutive et chirurgie de changement de sexe a été adoptée en 2013.